# Antón Arrufat
Antón Arrufat Mrad (Santiago de Cuba, 14 de agosto de 1935-La Habana, 21 de mayo de 2023) fue un dramaturgo, novelista, cuentista, poeta y ensayista cubano, Premio Nacional de Literatura de Cuba 2000.

## Biografía
De origen catalán por el lado paterno y libanés por el materno, hizo sus primeros estudios en su ciudad natal, en el colegio de Dolores, de la Compañía de Jesús. A los once años, se mudó con sus padres a La Habana, donde continuó su enseñanza primaria en los Escolapios. La secundaria la hizo en Instituto de La Habana, en el de Marianao y en el de El Vedado. Estudió Filología en la Universidad de La Habana, donde se graduó en 1979.
Su madre murió cuando Arrufat tenía 18 años; tres años más tarde su padre fallecía en un accidente de ferrocarril.
Cuenta Arrufat que su "vocación por la literatura comenzó a manifestarse muy pronto". "Desde muy niño, ya en Santiago de Cuba, escribía poemas y piececitas teatrales. En una libreta de clases redacté una novela, que en una de las múltiples mudadas de mi familia, se extravió", recuerda Arrufat. Comenzó a publicar en la revista Ciclón —que dirigía José Rodríguez Feo, el mismo que fue codirector de Orígenes— y en 1962 apareció su primer libro con sus poesías de adolescente.
En 1968, la polémica desatada en torno a su pieza Los siete contra Tebas, con la que ganó el premio José Antonio Ramos de la Unión de Escritores y Artistas de Cuba (UNEAC), lo condenó a unos 14 años de silencio en los que el escritor no pudo publicar. La obra se estrenó en Cuba en 2007 bajo la dirección de Alberto Sarraín.
Vivió en Estados Unidos tras la muerte de su padre; visitó Canadá y regresó después del triunfo de Fidel Castro. Ha viajado por Europa y residido en Londres y París. Fue amigo y albacea literario de Virgilio Piñera.

## Obras
Teatro
- El caso se investiga, pieza estrenada en 1957
- El vivo al pollo, 1961
- Todos los domingos, 1964
- Los siete contra Tebas, 1968
- La tierra permanente, 1987
- Cámara de amor, 1994
- La divina Fanny, 1995
- Las tres partes del criollo, 2003

Poesía
- En claro, 1962
- Repaso final, 1964
- Escrito en las puertas, 1968
- La huella en la arena, 1986
- Lirios sobre un fondo de espadas, 1995
- El viejo carpintero, 1999

Cuento
- Mi antagonista y otras observaciones, 1963
- ¿Qué harás después de mí?, 1988
- Ejercicios para hacer de la esterilidad virtud, 1998
- Los privilegios del deseo, 2007

Novela
- La caja está cerrada, 1984
- La noche del aguafiestas, 2000

Ensayo
- Las pequeñas cosas, 1988
- Virgilio Piñera: entre él y yo, 1995
- El hombre discursivo, 2005
- Las máscaras de Talía, 2008

Recopilaciones, selecciones, antologías
- Teatro, 1963
- Cámara de amor: teatros, 1994, incluye: Las piezas y yo, El caso se investiga, El último tren, El vivo al pollo, La repetición, La zona cero, Todos los domingos
- Antología personal, 2001
- La huella en la arena: poemas reunidos, 2001

Traducciones
- "Fractura y otras historias = Fracture et autres histoires (edición y traducción de Marc Sagaert), ed. L'Atinoir, 2022.
- "El Juego de dominó y otras historias = Le Jeu de domino et autres histoires (edición y traducción de Marc Sagaert), ed. L'Atinoir, 2023.

## Premios y distinciones
- Mención de teatro del Premio Casa de las Américas 1961 por El vivo al pollo
- Mención de poesía del Premio Casa de las Américas 1963 por Repaso final
- Premio José Antonio Ramos por Los siete contra Tebas teatro, 1968
- Premio de la Crítica 1985 por La caja está cerrada
- Premio de la Crítica Literaria 1987 por La tierra permanente
- Premio de la Crítica Literaria 1987 por Lirios sobre un fondo de espadas
- Premio de la Crítica Literaria 2000 La noche del aguafiestas
- Premio Nacional de Literatura de Cuba 2000
- Premio Alejo Carpentier 2000 por la novela La noche del aguafiestas
- Distinción por la Cultura Cubana
- Premio Iberoamericano de Cuento Julio Cortázar 2005, que concede el Instituto Cubano del Libro, por el relato El envés de la trama.